# Göteborgs improvisations- och spelteater
Göteborgs improvisationsteater, gbgimpro, har funnits sedan 1997 och hette ursprungligen TeaterHjulet. Sedan 1998 har de varit verksamma på Redbergsteatern i Göteborg, där de nu har sin fasta scen.

## Verksamhet
2001 började gruppen experimentera med improvisationsteater vilket så småningom ledde fram till deras första improviserade föreställning ZAPP – en interaktiv tv-kväll. Under 2005 och 2006 arbetades ett nytt format fram, ORD - en föreställning där ord som bestäms av publiken får styra handlingen. Det var också i samband med den föreställningen som gruppen började kalla sig för gbgimpro. Under 2001 startades även konceptet After Work Impro som ger den som vill möjlighet att prova på improvisationstekniker.
2007 använde gruppen för första gången riktig rekvisita på scenen i föreställningen Under konstruktion, där de improviserade scenerna kretsade kring slumpvis valda föremål. Samma år startade det årligen återkommande evenemanget Improvision Song Contest, som är en kärleksfull parodi på – och hyllning till – den svenska Melodifestivalen. Här bjuds improvisatörer från andra grupper in för att tävla i spontan schlager med liveband. 2012 års upplaga ägde rum på Teater Aftonstjärnan i Göteborg.
Genreföreställningen Oklippt - film är bäst på teater hade premiär 2010. I föreställningen bygger gruppen längre improviserade historier utifrån olika filmgenrer. Oklippt spelas våren 2012 på Lisebergsteatern under namnet Vad du vill!
Med start 2008 turnerade teatern under flera somrar på campingplatser utmed Västkusten med en föreställning som ofta inkluderade miljön i spelet.
Verksamheten står på tre ben: föreställningar, kursutbud och samt föreställningar och workshops för företag eller privata tillställningar.